# Säsong 9 av Teenage Mutant Ninja Turtles (1987)
Säsong 9 av Teenage Mutant Ninja Turtles (1987) är seriens nionde säsong, och visades i CBS under perioden 23 september-4 november 1995. Under denna säsong blir Dregg sköldpaddornas ärkefiende, och varken Krang, Shredder, Bebop och Rocksteady syns till under denna säsong. Nionde säsongen var den sista där David Wise medverkade som manusförfattare.

## Lista över avsnitt
| Nr |  | Titel                  |  | Regissör  | Manus                   |  |  | Originalvisning   |  | TV-kod |  |  |
| --- |  | ---------------------- |  | --------- | ----------------------- |  |  | ----------------- |  | ------ |  |  |
| 179 |  | "The Unknown Ninja"    |  | Tony Love | Mark Edens, Bob Forward |  |  | 16 september 1995 |  |        |  |  |
| En ung man som på senare tid följt efter sköldpaddorna, önskar träna kampsport med Splinter som lärare. Samtidigt hotas Jorden av Dregg, en utomjording. Samtidigt visar sig sköldpaddornas mutationer ha blivit insabila. |  |                        |  |           |                         |  |  |                   |  |        |  |  |
| 180 |  | "Dregg of the Earth"   |  | Tony Love | Mark Edens, David Wise  |  |  | 23 september 1995 |  |        |  |  |
| Sköldpaddorna måste hindra Dregg från att stjäla en protonaccelerator. |  |                        |  |           |                         |  |  |                   |  |        |  |  |
| 181 |  | "The Wrath of Medusa"  |  | Tony Love | David Wise              |  |  | 30 september 1995 |  |        |  |  |
| Dregg anlitar Medusa, en utomjordisk prisjägare, för att ta sköldpaddorna tillfånga. |  |                        |  |           |                         |  |  |                   |  |        |  |  |
| 182 |  | "The New Mutation"     |  | Tony Love | David Wise              |  |  | 7 oktober 1995    |  |        |  |  |
| I jakten på Dregg blir sköldpaddorna näst inpå arresterade av militärpolisen. |  |                        |  |           |                         |  |  |                   |  |        |  |  |
| 183 |  | "The Showdown"         |  | Tony Love | David Wise              |  |  | 14 oktober 1995   |  |        |  |  |
| Dregg använder sig av TV-stationerna för att skicka ut en hypnotisk signal. |  |                        |  |           |                         |  |  |                   |  |        |  |  |
| 184 |  | "Split-Second"         |  | Tony Love | David Wise              |  |  | 21 oktober 1995   |  |        |  |  |
| Chronos försätter staden i kaos när alla klockor stannar. |  |                        |  |           |                         |  |  |                   |  |        |  |  |
| 185 |  | "Carter, the Enforcer" |  | Tony Love | David Wise              |  |  | 28 oktober 1995   |  |        |  |  |
| Dregg meddelar at than planerar att bygga en slags sköld för att skydda Jorden mot utomjordiska invasioner. |  |                        |  |           |                         |  |  |                   |  |        |  |  |
| 186 |  | "Doomquest"            |  | Tony Love | David Wise              |  |  | 4 november 1995   |  |        |  |  |
| Utomjordingen Doomquest kommer till Jorden för att stjäla Vortexkristallen från Dregg. |  |                        |  |           |                         |  |  |                   |  |        |  |  |

### Fotnoter
1. ↑  Mark Pellegrini (7 januari 2016). ”Teenage Mutant Ninja Turtles (1987) Season 9 Review” (på engelska). Adventures in Poor Taste. Arkiverad från originalet den 10 januari 2016. https://web.archive.org/web/20160110184729/http://www.adventuresinpoortaste.com/2016/01/07/teenage-mutant-ninja-turtles-1987-season-9-review/. Läst 17 januari 2016.
2. ↑  "Master Splinter" (6 mars 2012). ”1995 Original Fred Wolf Series – Episode 179 (The Unknown Ninja)” (på engelska). Mutant Ooze. http://mutantooze.org/wiki/1995-original-fred-wolf-series-episode-179-the-unknown-ninja/. Läst 14 december 2015.
3. ↑  "Master Splinter" (6 mars 2012). ”1995 Original Fred Wolf Series – Episode 180 (Dregg of the Earth)” (på engelska). Mutant Ooze. http://mutantooze.org/wiki/1995-original-fred-wolf-series-episode-180-dregg-of-the-earth/. Läst 14 december 2015.
4. ↑  "Master Splinter" (6 mars 2012). ”1995 Original Fred Wolf Series – Episode 181 (The Wrath of Medusa)” (på engelska). Mutant Ooze. http://mutantooze.org/wiki/1995-original-fred-wolf-series-episode-181-the-wrath-of-medusa/. Läst 14 december 2015.
5. ↑  "Master Splinter" (6 mars 2012). ”1995 Original Fred Wolf Series – Episode 182 (The New Mutation)” (på engelska). Mutant Ooze. http://mutantooze.org/wiki/1995-original-fred-wolf-series-episode-182-the-new-mutation/. Läst 14 december 2015.
6. ↑  "Master Splinter" (6 mars 2012). ”1995 Original Fred Wolf Series – Episode 183 (The Showdown)” (på engelska). Mutant Ooze. http://mutantooze.org/wiki/1995-original-fred-wolf-series-episode-183-the-showdown/. Läst 14 december 2015.
7. ↑  "Master Splinter" (6 mars 2012). ”1995 Original Fred Wolf Series – Episode 184 (Split-Second)” (på engelska). Mutant Ooze. http://mutantooze.org/wiki/1995-original-fred-wolf-series-episode-184-split-second/. Läst 14 december 2015.
8. ↑  "Master Splinter" (6 mars 2012). ”1995 Original Fred Wolf Series – Episode 185 (Carter, the Enforcer)” (på engelska). Mutant Ooze. http://mutantooze.org/wiki/1995-original-fred-wolf-series-episode-185-carter-the-enforcer/. Läst 14 december 2015.
9. ↑  "Master Splinter" (6 mars 2012). ”1995 Original Fred Wolf Series – Episode 186 (Doomquest)” (på engelska). Mutant Ooze. http://mutantooze.org/wiki/1995-original-fred-wolf-series-episode-186-doomquest/. Läst 14 december 2015.